# Grecs d'Albània

Bandera dels Grecs d'Albània

Els grecs d'Albània són la principal minoria nacional d'aquest país. Parlen el grec i són de religió cristiana ortodoxa. Són aproximadament uns 90.000 (el 1,8 % a 3% de la població d'Albània). Segons el cens oficial de 2023, serien 23.485 i una diaspora als Estats Units d'uns 15.000. Els membres del grup Omonia diuen que són 400.000. Viuen principalment al sud del país, que toca l'Epir grec, els grecs parlen d'Epir del nord.
El 1991 es fundà el grup Omonia, dirigit per l'arquebisbe Sevastianos, defensors de la minoria grega, que ha promogut el Moviment per a la Recuperació del Volio Epiros, que reclama la reincorporació del Nord d'Epir a Grècia, tot afirmant que hi ha al país 400.000 grecs. Molts d'ells són, però, albanesos hel·lenitzats.
A les eleccions del 1991 van obtenir 6% dels vots i cinc diputats al parlament albanès, però el 1992 baixaren al 3% i dos diputats. El nou cap del grup, Jani Jani, va fundar el partit Bashkimia Demokratik i Minoret Grek (Unió Democràtica de la Minoria Grega, BDMG), que des del 1997 s'uniria al Partia per Mbrojten e te Drejtave te Njeriut (Partit de Defensa dels Drets Humans, PBDN), de Vasile Mele, defensors de la minoria macedònia. El 1996 van obtenir el 4,96% i tres escons, 2,8% i quatre escons el 1997, i 2,4% i tres escons el 2001.
El 2017, el Partit per la Unitat dels Drets Humans (PBDN, Partia Bashkimi për të Drejtat e Njeriut en albanès), ha criticat els censos tindrien la clara intencionalitat de minimitzar la presència de les minories al país.